# Zīndasht
Zīndasht (persiska: زیندشت) är en ort i Iran.   Den ligger i provinsen Västazarbaijan, i den nordvästra delen av landet, 600 km väster om huvudstaden Teheran. Zīndasht ligger 1 786 meter över havet och antalet invånare är 910.
Terrängen runt Zīndasht är lite bergig. Runt Zīndasht är det ganska tätbefolkat, med 185 invånare per kvadratkilometer. Närmaste större samhälle är Qūshchī, 13,7 km öster om Zīndasht. Trakten runt Zīndasht består i huvudsak av gräsmarker.